# Asclepias monticola
Asclepias monticola är en oleanderväxtart som beskrevs av Nicholas Edward Brown. Asclepias monticola ingår i släktet sidenörter, och familjen oleanderväxter. Inga underarter finns listade i Catalogue of Life.